# 検定外教科書
検定外教科書（けんていがい きょうかしょ）とは文部科学大臣の検定（教科用図書検定）を経ずに民間が発行する教科書のことである。一般的には、初等教育（小学校などにおける教育）や中等教育（中学校・高等学校などにおける教育）で使用される教科書のうち、文部科学省が公示する学習指導要領の範囲を超えた教科書のことを指すことが多い。公式にはこれらは副教材であるため、教科書ではない。

## 概要
検定外教科書は通常の教科用図書（文部科学省検定済教科書、文部科学省著作教科書）よりも内容が深く掘り下げられていることが多い。
文部科学大臣の検定を経ていないので、原則として検定外教科書は、「文部科学省検定済教科書」または「文部科学省著作教科書」などとともに使用しなければならない（このため、児童・生徒は2種類の「教科書」を取得する）。
検定外教科書が出版される目的は記述内容が制限される教科用図書検定（教科書検定）を経ないことで充実した内容の児童用図書・生徒用図書の提供を行うことにあるといわれている。検定教科書を使わず検定外教科書のみで学校の授業を進めることは文部科学省の方針に反しているが、実際にはハイレベルの中学や高校（ほとんどが私立や公立の中高一貫校）では検定外教科書を中心に授業を進めているところもある。特に、2003年からは基礎基本に重きをおく学習指導要領が施行されているため、このような試みが以前より増えているといわれる。
学習指導要領を厳密に守ることを文部科学大臣が指示しているにもかかわらず、受験の実際では検定外の内容が多く扱われているのは不公平であるという非難が集まった。このため「副教材」ならオーケーという見解で中高一貫校を中心に幅広く使用されている。2020年代の学習指導要領は高校数学を超えた内容の教授を認めているため、今後もこの類の「新しい教科書」が継続される見通しである。
2023-2024年から移動平均、回帰分析、行列そしてグラフ理論が学習指導要領に加わるものの、各大学がこれらの単元を入試内容から削除するため、検定外教科書なのに検定教科書の内容が執筆されない事態に発展している。

## 主な検定外教科書

### 小学校算数用
- 岡部恒治・西村和雄『考える力がどんどん身に付く 学ぼう！算数』数研出版

### 中学校社会用
- 竹田恒泰『中学歴史　令和（平成）◯◯年度文部科学省検定不合格教科書』令和書籍

### 中学校・高等学校数学用
- 永尾汎ほか『精説高校数学』数研出版
- 岡部恒治ほか『6ヵ年教育をサポートする 体系数学』数研出版
- 清史弘[1]『受験教科書』SEG出版
- 清史弘『受験数学の理論』駿台文庫
- 『システム中学数学』新興出版社啓林館
- FTEXT『FTEXT数学I』『FTEXT数学A』フリー教材開発コミュニティーFTEXT

### 中学校理科用
- 検定外中学校理科教科書をつくる会（左巻健男ほか）『新しい科学の教科書』文一総合出版

### 中学校・高等学校英語用
- 山本史郎『CROWN PLUS English Series』 (Level 1〜4)、三省堂
- ロバート・M・フリン『Progress in English 21』 (Book 1〜6)、エデック社
- 中高一貫英語教育会編『TREASURE ENGLISH SERIES』 (GRADE 1〜5)、Z会出版
- 吉田研作監修『Birdland English Course Series』 (Unit 1〜5)、文英堂
- Robert Quinn, Sylvia Wheeldon, Tim Falla, Paul A Davies『Get Ahead』 (Level 1〜3)、オックスフォード大学出版局

## 学校だけで使われる検定外教科書
学校のなかには自分の学校だけで作られた独自のテキストを使う学校もある。主な例として、国語では、学習院女子の『古文の基礎』、共立女子の『口語の決まり』、興譲館の『漢文音読』、修道の『古文読本』などがある。